# Sony Pictures Television
A Sony Pictures Television International az amerikai Sony Pictures Television nemzetközi cégcsoportja, amely a Sony tulajdonában lévő, Amerikai Egyesült Államokon kívül sugárzó csatornákat és médiaszolgáltatásokat üzemelteti. Jelenleg működtet csatornákat Ázsiában, Európában, Közép-, illetve Dél-Amerikában. Világszerte használt márkanevei közé tartozik az AXN, Animax és Sony Movie Channel.
2002-ben alapították, amikor a Columbia Pictures 1989-es felvásárlását követően a Sony átnevezte a Columbia TriStar Television műsorsugárzással foglalkozó cégét Sony Pictures Televisionre, a nemzetközi cégcsoportot pedig kiválasztotta Sony Pictures Television International néven. Irányítása alá tartozik a SPT Latin America, STP Television Production, STP Asia, STP Deutschland, STP Central Europe, Animax, Sony Television India és az STP Asia.
A magyar piacon 2003 óta van jelen, Budapesten található székhelye a közép- és kelet-európai AXN-adásváltozatok és Sony márkanevű csatornák és médiaszolgáltatások központja is. A lineáris televíziós adás sugárzása Londonból történik.

## Csatornái
| Név                           | Sugárzási terület | Székhely                                                                                             | Társtulajdonos    |
| ----------------------------- | --- | --- | ----------------- |
| Sony Entertainment Television | India | Mumbai, India                                                                                        |                   |
| Sony Channel                  | Latin-Amerika Szingapúr Indonézia Malajzia Fülöp-szigetek Hong Kong Németország Egyesült Királyság Írország | Culver City, Egyesült Államok London, Egyesült Királyság München, Németország                        |                   |
| Sony Max                      | India Egyesült Királyság Kanada Magyarország | Mumbai, India Budapest, Magyarország                                                                 |                   |
| Sony Pix                      | India | Mumbai, India                                                                                        |                   |
| Sony Yay                      | India | Mumbai, India                                                                                        |                   |
| Sony SAB                      | India | Mumbai, India                                                                                        |                   |
| Sony Aath                     | India | Mumbai, India                                                                                        |                   |
| Sony Sab                      | India | Mumbai, India                                                                                        |                   |
| Sony Mix                      | India | Mumbai, India                                                                                        |                   |
| Sony Six                      | India | Mumbai, India                                                                                        |                   |
| Sony ESPN                     | India | Mumbai, India                                                                                        | ESPN Inc. (50%)   |
| Sony Ten                      | India | Mumbai, India                                                                                        |                   |
| Sony BBC Earth                | India | Mumbai, India                                                                                        | BBC Studios (50%) |
| Animax                        | Japán Fülöp-szigetek Hong Kong Taiwan Dél-Korea | Tokió, Japán                                                                                         |                   |
| Sony Movie Channel            | Egyesült Királyság Írország Magyarország | London, Egyesült Királyság Budapest, Magyarország                                                    |                   |
| Viasat 3                      | Magyarország | Budapest, Magyarország                                                                               |                   |
| Viasat 6                      | Magyarország | Budapest, Magyarország                                                                               |                   |
| AXN                           | Bosznia és Hercegovina Horvátország Észak-Macedónia Szerbia Bulgária Szlovénia Brunei Hong Kong Taiwan Laosz Indonézia Maldív-szigetek Malajzia Fülöp-szigetek Szingapúr Sri Lanka Thaiföld Vietnám Ausztria Németország Svájc Bulgária Csehország Magyarország Luxemburg Moldova Lengyelország Románia Szlovákia Spanyolország Algéria Egyiptom Kuwait Libanon Izrael Jordánia Banglades Bután India Nepál Dél-Korea Latin-Amerika Pakisztán Portugália | Budapest, Magyarország Mumbai, India Madrid, Spanyolország Szingapúr, Szingapúr München, Németország |                   |
| AXN White                     | Portugália Románia Bulgária Lengyelország Csehország Szlovákia | Madrid, Spanyolország Budapest, Magyarország                                                         |                   |
| AXN Black                     | Spanyolország Portugália Románia Bulgária Lengyelország Csehország Szlovákia | Madrid, Spanyolország Budapest, Magyarország                                                         |                   |
| AXN Spin                      | Bosznia és Hercegovina Lengyelország Románia Horvátország Észak-Macedónia Szerbia Szlovénia | Budapest, Magyarország                                                                               |                   |

## Szolgáltatásai
A Sony Pictures Television International több on-demand médiaszolgáltatást üzemeltet világszerte.
| Név                   | Szolgáltatási terület                         |
| --------------------- | --------------------------------------------- |
| AXN Now               | Magyarország Románia Lengyelország            |
| Sony Networks         | Magyarország Románia Lengyelország            |
| Sony LIV              | India                                         |
| AXN Mystery AXN Japan | Japán                                         |
| Animax                | Németország Ausztria Svájc Egyesült Királyság |